# Walter Rosenkranz

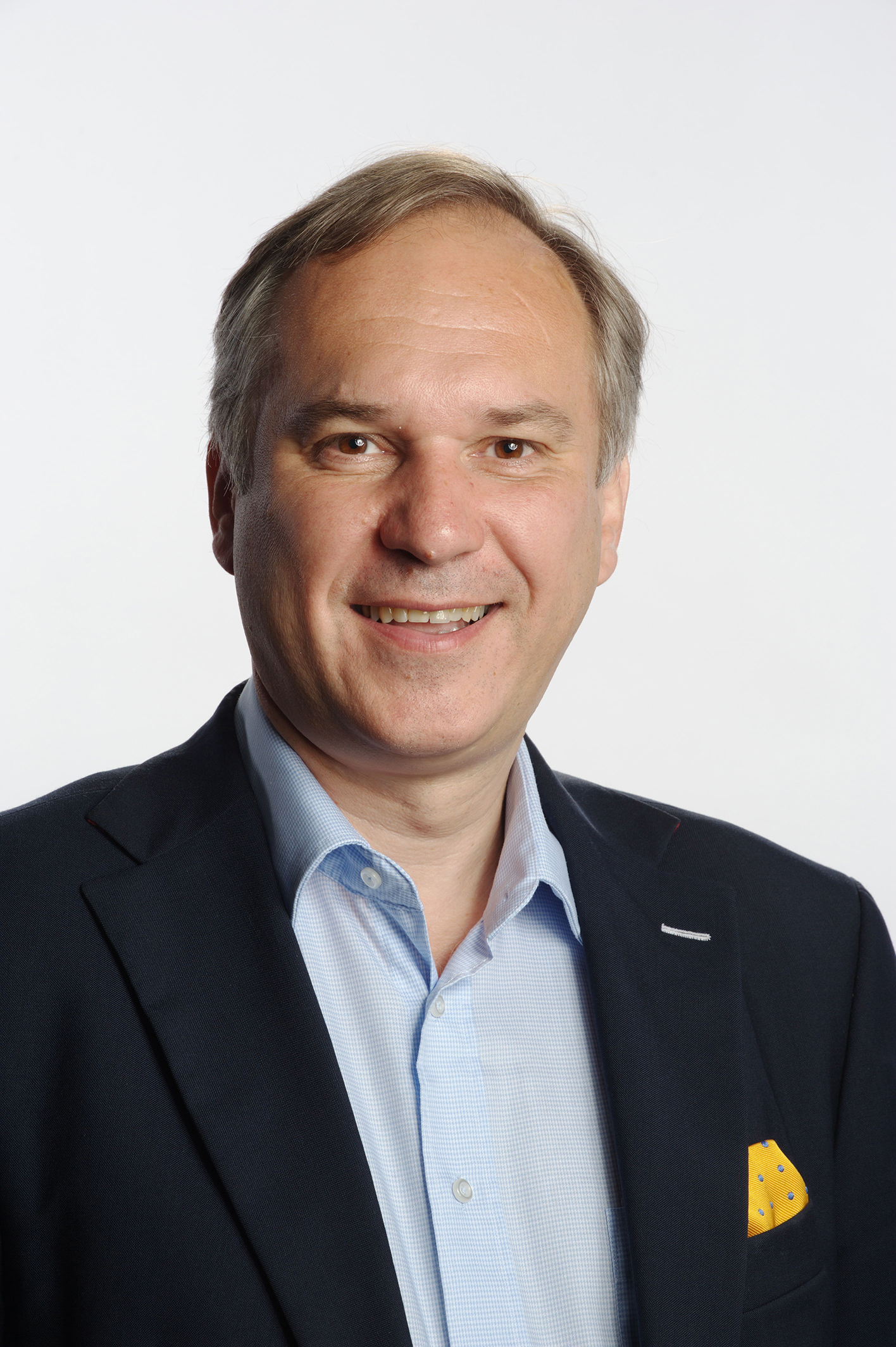
Walter Rosenkranz (2013)

Walter Christian Rosenkranz (* 29. Juli 1962 in Krems an der Donau) ist ein österreichischer Jurist und rechtspopulistischer Politiker (FPÖ). Seit 24. Oktober 2024 ist er Präsident des Nationalrates.
Von Oktober 2008 bis Juni 2019 war er bereits Abgeordneter zum Nationalrat; von 2017 bis Mai 2019 dort auch Klubobmann des FPÖ-Parlamentsklubs. Zudem war er von 2013 bis 2019 Landesparteiobmann der FPÖ Niederösterreich. Am 1. Juli 2019 wurde er von Bundespräsident Alexander Van der Bellen als Volksanwalt angelobt, dieses Amt übte er bis zu seinem erneuten Einzug in den Nationalrat und darauffolgender Wahl zum Nationalratspräsidenten im Oktober 2024 aus. Bei der Bundespräsidentenwahl in Österreich 2022 kandidierte er mit Unterstützung der FPÖ und erreichte 17,7 Prozent der gültigen Stimmen.

## Ausbildung und Beruf
Walter Rosenkranz absolvierte die Volksschule und das Bundesgymnasium in Krems. Zwischen 1978 und 1980 machte Rosenkranz eine Ausbildung zum Musikschullehrer für NÖ Musikschulen. Anschließend besuchte er von 1980 bis 1982 die Hochschule für Musik und Darstellende Kunst (heute Universität für Musik und darstellende Kunst Wien) und studierte von 1980 bis 1989 Rechtswissenschaften an der Universität Wien (Dr. iur.). Nach seinem Studium leistete er seinen Präsenzdienst ab.
Zwischen 1991 und 1992 arbeitete Rosenkranz als Vertragsbediensteter im Bundesministerium für Landesverteidigung. Anschließend war er zwei Jahre als Jurist für den FPÖ-Landtagsklub Wien tätig und 1994 dort Landesparteisekretär. Von 1995 bis 2000 war er Rechtsanwaltsanwärter; seit 2000 ist er als Strafverteidiger tätig.
Er ist Mitglied der Wiener akademischen Burschenschaft Libertas in der Deutschen Burschenschaft und der Schülerverbindung Jungmannschaft Kremser Mittelschüler Rugia im ÖPR. Seit 2003 ist Rosenkranz auch Mitglied der Freiwilligen Feuerwehr Krems, wo er als Feuerwehrjurist aktiv ist.
Walter Rosenkranz ist mit der niederösterreichischen Landesrätin Susanne Rosenkranz (* 1972) verheiratet, die ebenfalls als FPÖ-Kommunalpolitikerin in Krems tätig war. Bei den Gemeinderatswahlen 2017 und 2022 war sie Spitzenkandidatin. Das Paar hat einen Sohn.

## Politische Laufbahn
Von 1988 bis 2017 war er Gemeinderat der Statutarstadt Krems an der Donau, in den Jahren 1988 und 1989 war er zudem Bundesobmann der Freiheitlichen Studenteninitiative. Bei der Nationalratswahl 2008 führte er die niederösterreichische Kandidaten-Liste der FPÖ an. Seitdem ist Rosenkranz Abgeordneter zum Nationalrat.
Am 9. Juni 2013 wurde er bei einem außerordentlichen Landesparteitag der niederösterreichischen FPÖ in der Nachfolge von Barbara Rosenkranz (mit der er nicht verwandt oder verschwägert ist) mit 65 Prozent der Stimmen zum Landesparteiobmann gewählt. Beim 34. Landesparteitag der FPÖ Niederösterreich im Juni 2018 wurde er mit 68,22 Prozent der Delegiertenstimmen als Landesparteiobmann bestätigt. 2015 wurde er mit rund 89 Prozent gewählt.
Von 2013 bis 2017 war er Obmann des parlamentarischen Unterrichtsausschusses, ab 2017 war er Klubobmann der FPÖ. Am 27. Mai 2019 wurde Norbert Hofer zum Klubobmann und Herbert Kickl zum geschäftsführenden Klubobmann gewählt; Walter Rosenkranz wurde als FPÖ-Kandidat für das Amt des Volksanwaltes nominiert. Am 6. Juni 2019 wurde er als Nachfolger von Peter Fichtenbauer für die am 1. Juli 2019 beginnende und bis 30. Juni 2025 dauernde Funktionsperiode vom Hauptausschuss des Nationalrates als Volksanwalt vorgeschlagen und am 13. Juni 2019 vom Nationalrat gewählt. Sein Nationalratsmandat übernahm Alois Kainz. Als niederösterreichischer FPÖ-Landesparteiobmann folgte ihm Udo Landbauer nach.
Am 12. Juli 2022 wurde Rosenkranz von der FPÖ als Kandidat für die österreichische Bundespräsidentenwahl 2022 nominiert. Am 30. August 2022 übergab er der Wahlbehörde 18.500 Unterstützungserklärungen und erreichte damit die für eine Kandidatur notwendigen 6000. In seinem Wahlkampf positionierte sich Rosenkranz betont bürgernah und inszenierte sich als Gegenpol zu Amtsinhaber Alexander Van der Bellen sowie zur amtierenden Bundesregierung Nehammer. Österreich brauche eine „rasche Kurskorrektur auf allen Ebenen“, wobei er insbesondere auf aktuelle Themen wie die Sanktionen gegen Russland und die Teuerung in Folge des russischen Überfalls auf die Ukraine Bezug nahm. Rosenkranz erreichte 17,7 Prozent der Stimmen und damit den zweiten Rang hinter dem wiedergewählten Amtsinhaber.
Im Oktober 2024 gab er bekannt, seine Position als Volksanwalt am 23. Oktober 2024 zurückzulegen, nachdem er bei der Nationalratswahl 2024 zum Abgeordneten gewählt worden war. Zu Beginn der XXVIII. Gesetzgebungsperiode wurde er von der FPÖ für das Amt des Nationalratspräsidenten nominiert und am 24. Oktober 2024 mit 61,7 Prozent vom Nationalrat gewählt. Vom FPÖ-Parlamentsklub wurde Elisabeth Schwetz, Bezirkshauptfrau von Wels-Land, im November 2024 als seine Nachfolgerin als Volksanwältin nominiert.

## Verbindungen zum Rechtsextremismus
Rosenkranz schrieb mehrmals für die rechtsextreme Zeitschrift Aula. 2009 bezeichnete Rosenkranz im Sammelband „150 Jahre Burschenschaften in Österreich“ mehrere Nationalsozialisten als „Leistungsträger“, unter ihnen den Generalstaatsanwalt am Oberlandesgericht Wien Johann Karl Stich, der unter anderem noch 1945 mehr als 40 politische Häftlinge erschießen ließ.
In einem ORF-Interview verteidigte Rosenkranz sich damit, damals die Liste unkritisch „abgeschrieben“ zu haben. Sein erstes großes Interview nach Amtsantritt als Erster Nationalratspräsident gab Rosenkranz dem als rechtsextrem eingestuften Sender AUF1. Im Februar 2025 wurden polizeiliche Ermittlungen gegen Rene Schimanek, Büroleiter von Rosenkranz, aufgrund dessen Verbindungen zur Neonazigruppe Sächsische Separatisten publik. Ein Forsthaus in Langenlois, in dem Schimanek hauptwohnsitzgemeldet war und in dem bei einer Hausdurchsuchung NS-Devotionalien und Munition gefunden wurden, war von der Neonazigruppe als Rückzugsort nach einem bewaffneten Umsturz vorgesehen. Zwei Neffen von Schimanek wurden als Mitglieder der Gruppe verhaftet. Rosenkranz verwies in diesem Kontext auf die Unschuldsvermutung und die Integrität von Rene Schimanek, dieser habe in besagtem Forsthaus nicht gewohnt.
Im März 2025 stand ein Wandbild Rudolf Hermann Eisenmengers in den Parlamentsräumen des ersten Nationalratspräsidenten im Mittelpunkt einer politischen Debatte. SPÖ und Grüne kritisierten, dass sich Nationalratspräsident Rosenkranz mehrmals vor dem Wandbild fotografieren ließ, das ansonsten von seinen Vorgängern verhüllt gewesen sei. Die SPÖ-Sprecherin für Erinnerungskultur, Sabine Schatz, wertete dies als eine „unverhohlene Botschaft“ über das „Geschichts-und Kulturverständnis“ von Rosenkranz, der damit „dem Ansehen des Parlaments“ schade. Der Rechtsextremismus-Sprecher der Grünen, Lukas Hammer sagte, es sei entlarvend, dass sich Rosenkranz „anscheinend bewusst vor dem Werk eines ausgewiesenen Nazis und eines Lieblingsmalers Adolf Hitlers inszeniert, anstatt das Bild wie seine Vorgänger zu verhängen“. Nach Angaben der Parlamentsdirektion befindet sich das Wandgemälde nicht in einem öffentlichen Raum, weshalb nicht der Weg der Kontextualisierung, sondern der Verhängung gewählt wurde. Im Büro von Rosenkranz verwies man in einer schriftlichen Stellungnahme darauf, dass das besagte Wandgemälde auch bei mehreren Vorgängern, die in diesem Raum ihr Büro hatten, nicht verhängt war, was durch Fotoaufnahmen „mit Gästen aus In- und Ausland“ dokumentierbar sei. Derzeit sei das Wandgemälde kontextualisiert zu sehen, eine erneute Verhüllung werde aber erwogen.
Im April 2025 sorgte Rosenkranz für Aufregung im Nationalrat, als er sich weigerte, dem FPÖ-Mandatar Peter Wurm einen Ordnungsruf zu erteilen, nachdem dieser den NS-Begriff ‚Umvolkung‘ in einer Rede verwendet hatte. Rosenkranz begnügte sich nach Protesten aus allen anderen Parteien damit, von Wurm die Zurücknahme des Begriffs zu verlangen.

## Publikationen
- Bildung, Familie … und was denkt sich ein frischgebackener Vater? In: Anneliese Kitzmüller (Hrsg.): Wir sind Familie! Der freiheitliche Weg zur familienfreundlichsten Gesellschaft. Verein zur Förderung der Medienvielfalt, Wien 2011, ISBN 978-3-9502849-4-2, S. 83–89.